# Ömer Toprak
Ömer Töprak (n. 21 iulie 1989, Ravensburg, Republica Federală Germania, Germania) este un fotbalist turc. Joacă pe postul de fundaș central la Werder Bremen din 2. Bundesliga.